# Bahnstrecke Warburg–Sarnau
| |                                               |                                             |                                             |
| Streckennummer (DB): | 2972                                          |                                             |                                             |
| Kursbuchstrecke (DB): | 612 (Volkmarsen–Korbach) 622 (Korbach–Sarnau) |                                             |                                             |
| Kursbuchstrecke: | 173d (1934) 198e (1946)                       |                                             |                                             |
| Streckenlänge: | 100,904 km                                    |                                             |                                             |
| Spurweite: | 1435 mm (Normalspur)                          |                                             |                                             |
| |                                               |                                             |                                             |
| \| \| \| von Kassel \| \| \| \| 0,000 \| Warburg (Westf) ⊙ \| Warburg (Westf) ⊙ \| \| \| \| nach Altenbeken ⊙ \| \| \| \| \| nach Brilon Wald ⊙ \| \| \| \| \| Warburger Tunnel (33 m) ⊙ \| \| \| \| 3,400 \| Bundesstraße 7 ⊙ \| Bundesstraße 7 ⊙ \| \| \| 3,700 \| Diemel ⊙ \| Diemel ⊙ \| \| \| 4,900 \| Warburg Altstadt ⊙ \| Warburg Altstadt ⊙ \| \| \| 6,800 \| Wormeln ⊙ (1950–1964) \| Wormeln ⊙ (1950–1964) \| \| \| 9,600 \| Welda ⊙ \| Welda ⊙ \| \| \| 10,500 \| Landesgrenze Nordrhein-Westfalen / Hessen ⊙ \| Landesgrenze Nordrhein-Westfalen / Hessen ⊙ \| \| \| 13,000 \| Erpe ⊙ \| Erpe ⊙ \| \| \| 14,400 \| von Vellmar-Obervellmar ⊙ \| von Vellmar-Obervellmar ⊙ \| \| \| 14,700 \| Volkmarsen ⊙ \| Volkmarsen ⊙ \| \| \| 16,700 \| Watter \| Watter \| \| \| 18,517 \| Külte-Wetterburg (ehem. Bf) ⊙ \| Külte-Wetterburg (ehem. Bf) ⊙ \| \| \| 18,600 \| Twiste \| Twiste \| \| \| 19,300 \| Pohlmannshammer (Anst) \| Pohlmannshammer (Anst) \| \| \| 19,816 \| Twistesee (seit Dez. 2013) \| Twistesee (seit Dez. 2013) \| \| \| 21,500 \| Fischhaus \| Fischhaus \| \| \| 24,700 \| Marsberger Straße (ehem. B 450) \| Marsberger Straße (ehem. B 450) \| \| \| 24,790 \| Bad Arolsen ⊙ \| Bad Arolsen ⊙ \| \| \| 25,200 \| Bundesstraße 252 \| Bundesstraße 252 \| \| \| 26,500 \| Mengeringhäuser Viadukt \| Mengeringhäuser Viadukt \| \| \| 27,364 \| Mengeringhausen (ehem. Bf) ⊙ \| Mengeringhausen (ehem. Bf) ⊙ \| \| \| 30,900 \| Bundesstraße 252 \| Bundesstraße 252 \| \| \| 31,582 \| Twiste (ehem. Bf) ⊙ \| Twiste (ehem. Bf) ⊙ \| \| \| 32,900 \| Bundesstraße 252 \| Bundesstraße 252 \| \| \| 36,400 \| Berndorf ⊙ \| Berndorf ⊙ \| \| \| 41,900 \| Brilon Wald–Wega \| Brilon Wald–Wega \| \| \| \| von Brilon Wald \| \| \| \| 42,000 \| Bundesstraße 251 \| Bundesstraße 251 \| \| \| 43,739 \| Korbach Hbf ⊙ \| Korbach Hbf ⊙ \| \| \| \| nach Wega \| \| \| \| 44,863 \| Korbach Süd ⊙ \| Korbach Süd ⊙ \| \| \| 47,500 \| Bundesstraße 252 \| Bundesstraße 252 \| \| \| 50,000 \| Bundesstraße 252 \| Bundesstraße 252 \| \| \| 50,400 \| Itter (bis 1982) ⊙ \| Itter (bis 1982) ⊙ \| \| \| 50,500 \| Itter \| Itter \| \| \| 50,547 \| Tunel Itter I (200 m) \| Tunel Itter I (200 m) \| \| \| 51,172 \| Tunnel Itter II (93 m) \| Tunnel Itter II (93 m) \| \| \| 51,386 \| Vöhl-Thalitter (seit 2015) ⊙ \| Vöhl-Thalitter (seit 2015) ⊙ \| \| \| 52,800 \| Itter \| Itter \| \| \| 55,802 \| Vöhl-Herzhausen (seit 2015) ⊙ \| Vöhl-Herzhausen (seit 2015) ⊙ \| \| \| 56,300 \| Herzhausen (bis 2015) ⊙ \| Herzhausen (bis 2015) ⊙ \| \| \| 59,894 \| Vöhl-Schmittlotheim (ehem. Bf) ⊙ \| Vöhl-Schmittlotheim (ehem. Bf) ⊙ \| \| \| 63,774 \| Vöhl-Ederbringhausen (ehem. Bf) ⊙ \| Vöhl-Ederbringhausen (ehem. Bf) ⊙ \| \| \| 64,000 \| Orke \| Orke \| \| \| 68,611 \| Frankenberg (Eder)-Viermünden ⊙ \| Frankenberg (Eder)-Viermünden ⊙ \| \| \| 71,600 \| Nuhne \| Nuhne \| \| \| 72,000 \| Schreufa ⊙ \| Schreufa ⊙ \| \| \| 73,475 \| Frankenberg (Eder)-Goßberg \| Frankenberg (Eder)-Goßberg \| \| \| 74,200 \| Flutbrücke Edertal \| Flutbrücke Edertal \| \| \| 74,300 \| Eder (55 m) \| Eder (55 m) \| \| \| 74,933 \| Frankenberg (Eder) ⊙ \| Frankenberg (Eder) ⊙ \| \| \| 75,700 \| nach Allendorf (Eder) \| nach Allendorf (Eder) \| \| \| 76,600 \| Bundesstraße 253 \| Bundesstraße 253 \| \| \| 79,300 \| Birkenbringhausen ⊙ \| Birkenbringhausen ⊙ \| \| \| 79,500 \| Anst Luftmunitionsanstalt Frankenberg \| Anst Luftmunitionsanstalt Frankenberg \| \| \| 79,844 \| Birkenbringhausen \| Birkenbringhausen \| \| \| 80,405 \| Wiesenfelder Tunnel (185 m) \| Wiesenfelder Tunnel (185 m) \| \| \| 81,757 \| Wiesenfeld ⊙ \| Wiesenfeld ⊙ \| \| \| 85,200 \| Ernsthausen Nord ⊙ \| Ernsthausen Nord ⊙ \| \| \| 85,500 \| Bundesstraße 252 \| Bundesstraße 252 \| \| \| 86,164 \| Ernsthausen (Kr Frankenberg) ⊙ \| Ernsthausen (Kr Frankenberg) ⊙ \| \| \| 87,000 \| Bundesstraße 252 \| Bundesstraße 252 \| \| \| 88,217 \| Münchhausen ⊙ \| Münchhausen ⊙ \| \| \| 88,300 \| Bundesstraße 236 \| Bundesstraße 236 \| \| \| 88,500 \| Wollmar \| Wollmar \| \| \| 90,300 \| Wetschaft \| Wetschaft \| \| \| 91,254 \| Simtshausen ⊙ \| Simtshausen ⊙ \| \| \| 91,800 \| Simtshausen \| Simtshausen \| \| \| 93,300 \| Todenhausen ⊙ \| Todenhausen ⊙ \| \| \| 96,228 \| Wetter (Hess-Nass) ⊙ \| Wetter (Hess-Nass) ⊙ \| \| \| 97,900 \| Wetschaft \| Wetschaft \| \| \| 98,400 \| Niederwetter ⊙ \| Niederwetter ⊙ \| \| \| 99,100 \| Anst Au-Mühle \| Anst Au-Mühle \| \| \| 100,500 \| Bundesstraße 62 \| Bundesstraße 62 \| \| \| 100,600 \| von Erndtebrück \| von Erndtebrück \| \| \| 100,904 \| Sarnau Bbf ⊙ \| Sarnau Bbf ⊙ \| \| \| \| nach Cölbe \| \| \| \| \| \| \| \| Quellen: [1][2][3] \| \| \| \| |                                               |                                             |                                             |
| Strecke |                                               | von Kassel                                  | von Kassel                                  |
| Bahnhof | 0,000                                         | Warburg (Westf) ⊙                           | Warburg (Westf) ⊙                           |
| Abzweig geradeaus und nach rechts |                                               | nach Altenbeken ⊙                           | nach Altenbeken ⊙                           |
| Abzweig ehemals geradeaus und nach rechts |                                               | nach Brilon Wald ⊙                          | nach Brilon Wald ⊙                          |
| Tunnel (Strecke außer Betrieb) |                                               | Warburger Tunnel (33 m) ⊙                   | Warburger Tunnel (33 m) ⊙                   |
| Brücke (Strecke außer Betrieb) | 3,400                                         | Bundesstraße 7 ⊙                            | Bundesstraße 7 ⊙                            |
| Brücke über Wasserlauf (Strecke außer Betrieb) | 3,700                                         | Diemel ⊙                                    | Diemel ⊙                                    |
| Bahnhof (Strecke außer Betrieb) | 4,900                                         | Warburg Altstadt ⊙                          | Warburg Altstadt ⊙                          |
| Haltepunkt / Haltestelle (Strecke außer Betrieb) | 6,800                                         | Wormeln ⊙ (1950–1964)                       | Wormeln ⊙ (1950–1964)                       |
| Bahnhof (Strecke außer Betrieb) | 9,600                                         | Welda ⊙                                     | Welda ⊙                                     |
| Grenze (Strecke außer Betrieb) | 10,500                                        | Landesgrenze Nordrhein-Westfalen / Hessen ⊙ | Landesgrenze Nordrhein-Westfalen / Hessen ⊙ |
| Brücke über Wasserlauf (Strecke außer Betrieb) | 13,000                                        | Erpe ⊙                                      | Erpe ⊙                                      |
| Abzweig ehemals geradeaus und von links | 14,400                                        | von Vellmar-Obervellmar ⊙                   | von Vellmar-Obervellmar ⊙                   |
| Bahnhof | 14,700                                        | Volkmarsen ⊙                                | Volkmarsen ⊙                                |
| Brücke über Wasserlauf | 16,700                                        | Watter                                      | Watter                                      |
| Haltepunkt / Haltestelle Streckenende | 18,517                                        | Külte-Wetterburg (ehem. Bf) ⊙               | Külte-Wetterburg (ehem. Bf) ⊙               |
| Brücke über Wasserlauf | 18,600                                        | Twiste                                      | Twiste                                      |
| Abzweig geradeaus und ehemals nach links | 19,300                                        | Pohlmannshammer (Anst)                      | Pohlmannshammer (Anst)                      |
| Dienststation / Betriebs- oder Güterbahnhof | 19,816                                        | Twistesee (seit Dez. 2013)                  | Twistesee (seit Dez. 2013)                  |
| ehemaliger Haltepunkt / Haltestelle | 21,500                                        | Fischhaus                                   | Fischhaus                                   |
| Bahnübergang | 24,700                                        | Marsberger Straße (ehem. B 450)             | Marsberger Straße (ehem. B 450)             |
| Bahnhof | 24,790                                        | Bad Arolsen ⊙                               | Bad Arolsen ⊙                               |
| Strecke mit Straßenbrücke | 25,200                                        | Bundesstraße 252                            | Bundesstraße 252                            |
| Brücke | 26,500                                        | Mengeringhäuser Viadukt                     | Mengeringhäuser Viadukt                     |
| Haltepunkt / Haltestelle Streckenende | 27,364                                        | Mengeringhausen (ehem. Bf) ⊙                | Mengeringhausen (ehem. Bf) ⊙                |
| Bahnübergang | 30,900                                        | Bundesstraße 252                            | Bundesstraße 252                            |
| Haltepunkt / Haltestelle Streckenende | 31,582                                        | Twiste (ehem. Bf) ⊙                         | Twiste (ehem. Bf) ⊙                         |
| Bahnübergang | 32,900                                        | Bundesstraße 252                            | Bundesstraße 252                            |
| ehemaliger Bahnhof | 36,400                                        | Berndorf ⊙                                  | Berndorf ⊙                                  |
| Kreuzung geradeaus unten | 41,900                                        | Brilon Wald–Wega                            | Brilon Wald–Wega                            |
| Abzweig geradeaus und von links |                                               | von Brilon Wald                             | von Brilon Wald                             |
| Strecke mit Straßenbrücke | 42,000                                        | Bundesstraße 251                            | Bundesstraße 251                            |
| Bahnhof | 43,739                                        | Korbach Hbf ⊙                               | Korbach Hbf ⊙                               |
| Abzweig geradeaus und ehemals nach links |                                               | nach Wega                                   | nach Wega                                   |
| Haltepunkt / Haltestelle | 44,863                                        | Korbach Süd ⊙                               | Korbach Süd ⊙                               |
| Strecke mit Straßenbrücke | 47,500                                        | Bundesstraße 252                            | Bundesstraße 252                            |
| Bahnübergang | 50,000                                        | Bundesstraße 252                            | Bundesstraße 252                            |
| ehemaliger Bahnhof | 50,400                                        | Itter (bis 1982) ⊙                          | Itter (bis 1982) ⊙                          |
| Brücke über Wasserlauf | 50,500                                        | Itter                                       | Itter                                       |
| Tunnel | 50,547                                        | Tunel Itter I (200 m)                       | Tunel Itter I (200 m)                       |
| Tunnel | 51,172                                        | Tunnel Itter II (93 m)                      | Tunnel Itter II (93 m)                      |
| Haltepunkt / Haltestelle | 51,386                                        | Vöhl-Thalitter (seit 2015) ⊙                | Vöhl-Thalitter (seit 2015) ⊙                |
| Brücke über Wasserlauf | 52,800                                        | Itter                                       | Itter                                       |
| Haltepunkt / Haltestelle | 55,802                                        | Vöhl-Herzhausen (seit 2015) ⊙               | Vöhl-Herzhausen (seit 2015) ⊙               |
| ehemaliger Bahnhof | 56,300                                        | Herzhausen (bis 2015) ⊙                     | Herzhausen (bis 2015) ⊙                     |
| Haltepunkt / Haltestelle Streckenende | 59,894                                        | Vöhl-Schmittlotheim (ehem. Bf) ⊙            | Vöhl-Schmittlotheim (ehem. Bf) ⊙            |
| Haltepunkt / Haltestelle Streckenende | 63,774                                        | Vöhl-Ederbringhausen (ehem. Bf) ⊙           | Vöhl-Ederbringhausen (ehem. Bf) ⊙           |
| Brücke über Wasserlauf | 64,000                                        | Orke                                        | Orke                                        |
| Bahnhof | 68,611                                        | Frankenberg (Eder)-Viermünden ⊙             | Frankenberg (Eder)-Viermünden ⊙             |
| Brücke über Wasserlauf | 71,600                                        | Nuhne                                       | Nuhne                                       |
| ehemaliger Haltepunkt / Haltestelle | 72,000                                        | Schreufa ⊙                                  | Schreufa ⊙                                  |
| Haltepunkt / Haltestelle | 73,475                                        | Frankenberg (Eder)-Goßberg                  | Frankenberg (Eder)-Goßberg                  |
| Brücke | 74,200                                        | Flutbrücke Edertal                          | Flutbrücke Edertal                          |
| Brücke über Wasserlauf | 74,300                                        | Eder (55 m)                                 | Eder (55 m)                                 |
| Bahnhof | 74,933                                        | Frankenberg (Eder) ⊙                        | Frankenberg (Eder) ⊙                        |
| Abzweig geradeaus und nach rechts | 75,700                                        | nach Allendorf (Eder)                       | nach Allendorf (Eder)                       |
| Brücke | 76,600                                        | Bundesstraße 253                            | Bundesstraße 253                            |
| ehemaliger Haltepunkt / Haltestelle | 79,300                                        | Birkenbringhausen ⊙                         | Birkenbringhausen ⊙                         |
| Abzweig geradeaus und ehemals nach links | 79,500                                        | Anst Luftmunitionsanstalt Frankenberg       | Anst Luftmunitionsanstalt Frankenberg       |
| Haltepunkt / Haltestelle | 79,844                                        | Birkenbringhausen                           | Birkenbringhausen                           |
| Tunnel | 80,405                                        | Wiesenfelder Tunnel (185 m)                 | Wiesenfelder Tunnel (185 m)                 |
| Haltepunkt / Haltestelle | 81,757                                        | Wiesenfeld ⊙                                | Wiesenfeld ⊙                                |
| ehemaliger Haltepunkt / Haltestelle | 85,200                                        | Ernsthausen Nord ⊙                          | Ernsthausen Nord ⊙                          |
| Brücke | 85,500                                        | Bundesstraße 252                            | Bundesstraße 252                            |
| Haltepunkt / Haltestelle | 86,164                                        | Ernsthausen (Kr Frankenberg) ⊙              | Ernsthausen (Kr Frankenberg) ⊙              |
| Bahnübergang | 87,000                                        | Bundesstraße 252                            | Bundesstraße 252                            |
| Bahnhof | 88,217                                        | Münchhausen ⊙                               | Münchhausen ⊙                               |
| Bahnübergang | 88,300                                        | Bundesstraße 236                            | Bundesstraße 236                            |
| Brücke über Wasserlauf | 88,500                                        | Wollmar                                     | Wollmar                                     |
| Brücke über Wasserlauf | 90,300                                        | Wetschaft                                   | Wetschaft                                   |
| Haltepunkt / Haltestelle | 91,254                                        | Simtshausen ⊙                               | Simtshausen ⊙                               |
| ehemaliger Haltepunkt / Haltestelle | 91,800                                        | Simtshausen                                 | Simtshausen                                 |
| ehemaliger Haltepunkt / Haltestelle | 93,300                                        | Todenhausen ⊙                               | Todenhausen ⊙                               |
| Bahnhof | 96,228                                        | Wetter (Hess-Nass) ⊙                        | Wetter (Hess-Nass) ⊙                        |
| Brücke über Wasserlauf | 97,900                                        | Wetschaft                                   | Wetschaft                                   |
| ehemaliger Haltepunkt / Haltestelle | 98,400                                        | Niederwetter ⊙                              | Niederwetter ⊙                              |
| Abzweig geradeaus und ehemals nach links | 99,100                                        | Anst Au-Mühle                               | Anst Au-Mühle                               |
| Bahnübergang | 100,500                                       | Bundesstraße 62                             | Bundesstraße 62                             |
| Abzweig geradeaus und von rechts | 100,600                                       | von Erndtebrück                             | von Erndtebrück                             |
| Dienststation / Betriebs- oder Güterbahnhof | 100,904                                       | Sarnau Bbf ⊙                                | Sarnau Bbf ⊙                                |
| Strecke |                                               | nach Cölbe                                  | nach Cölbe                                  |
| |                                               |                                             |                                             |
| Quellen: |                                               |                                             |                                             |

Die Bahnstrecke Warburg–Sarnau ist eine 100,9 Kilometer lange, eingleisige, nicht elektrifizierte und teilweise stillgelegte Nebenbahn in Nordrhein-Westfalen und Nordhessen. Der mittlere Abschnitt Korbach–Frankenberg wird Untere Edertalbahn oder auch Nationalparkbahn und der Südabschnitt Frankenberg–Sarnau (–Marburg) Burgwaldbahn genannt. Die Strecke wird von der DB RegioNetz Infrastruktur GmbH im Zuge des Regio Netzes Kurhessenbahn betrieben.
Zwischen Warburg und Volkmarsen ist die Strecke, welche in diesem Abschnitt den Namen Twistetalbahn trägt, stillgelegt und abgebaut. Seit Reaktivierung des Streckenabschnitts zwischen Korbach Süd und Frankenberg am 11. September 2015 besteht durchgehender Zugverkehr von Marburg (Lahn) nach Brilon Stadt (ab Korbach über die Uplandbahn).

## Verlauf
Die Strecke führt zunächst in einer doppelten Kehrschleife durch Warburg hinab ins Diemeltal und führt dann flussaufwärts entlang der Twiste über Bad Arolsen in Richtung Korbach, wo die Diemel-Eder/Fulda/Weser-Wasserscheide überwunden wird. In Korbach bestehen Umsteigemöglichkeiten zur Bahnstrecke nach Brilon Wald (Uplandbahn), die ebenfalls von der Kurhessenbahn betrieben wird. Durch die engen Täler von Kuhbach und Itter (dort waren sogar zwei Tunnel nötig) führt sie hinab nach Herzhausen, am westlichen Ende des Edersees vorbei. Bis Frankenberg folgt die Bahnlinie nun flussaufwärts der Eder. Im Burgwald wird mit der Rhein-Weser-Wasserscheide eine weitere Wasserscheide auf Höhe des Wiesenfelder Tunnels überquert, bis schließlich bei Ernsthausen das Tal der Wetschaft erreicht ist. In Sarnau, wo die Wetschaft in die Lahn mündet, mündet auch die Burgwaldbahn in die Obere Lahntalbahn.

## Geschichte

### Twistetalbahn (Warburg–Korbach)

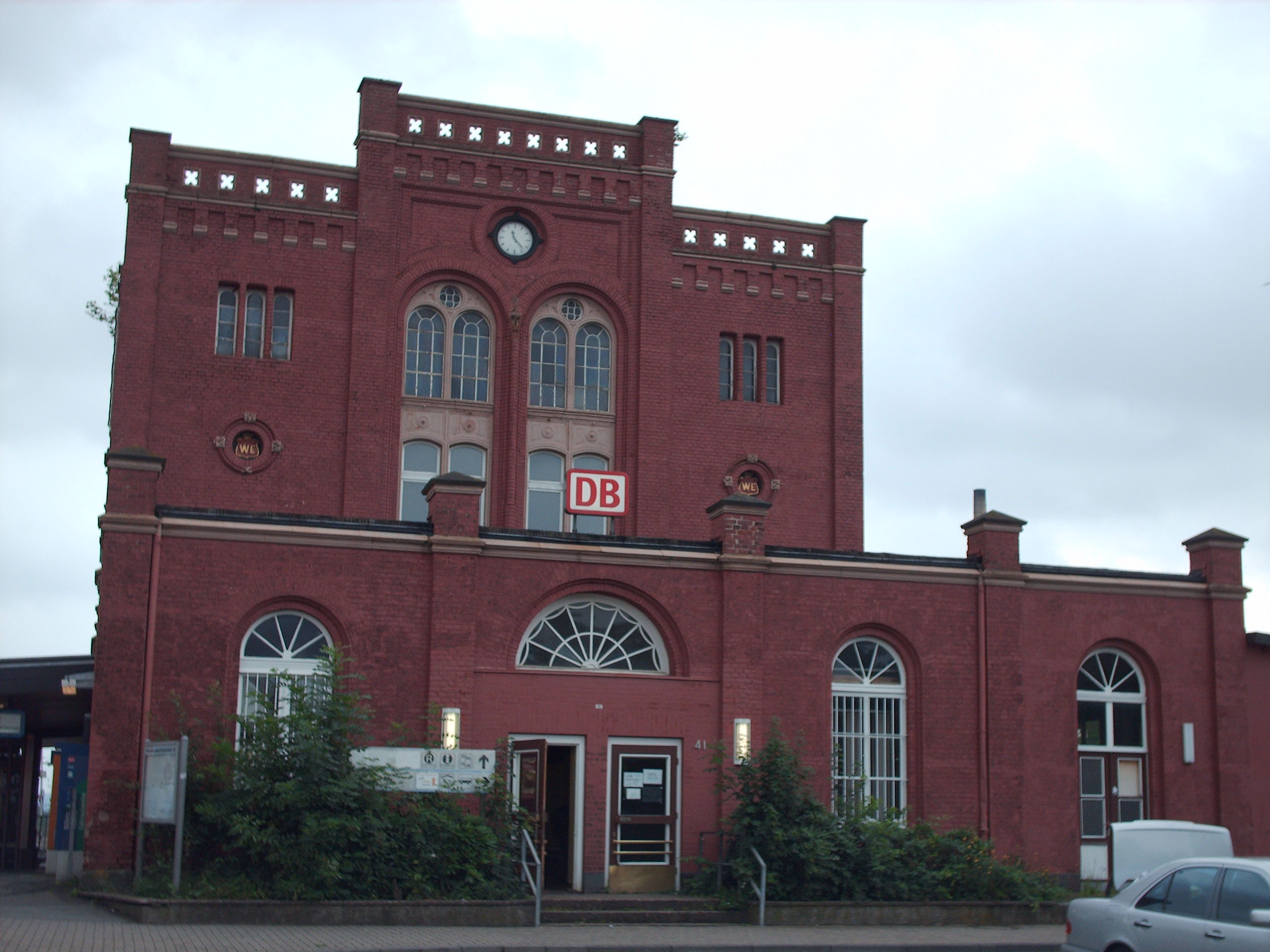
Empfangsgebäude des Bahnhofs Warburg (Westf)

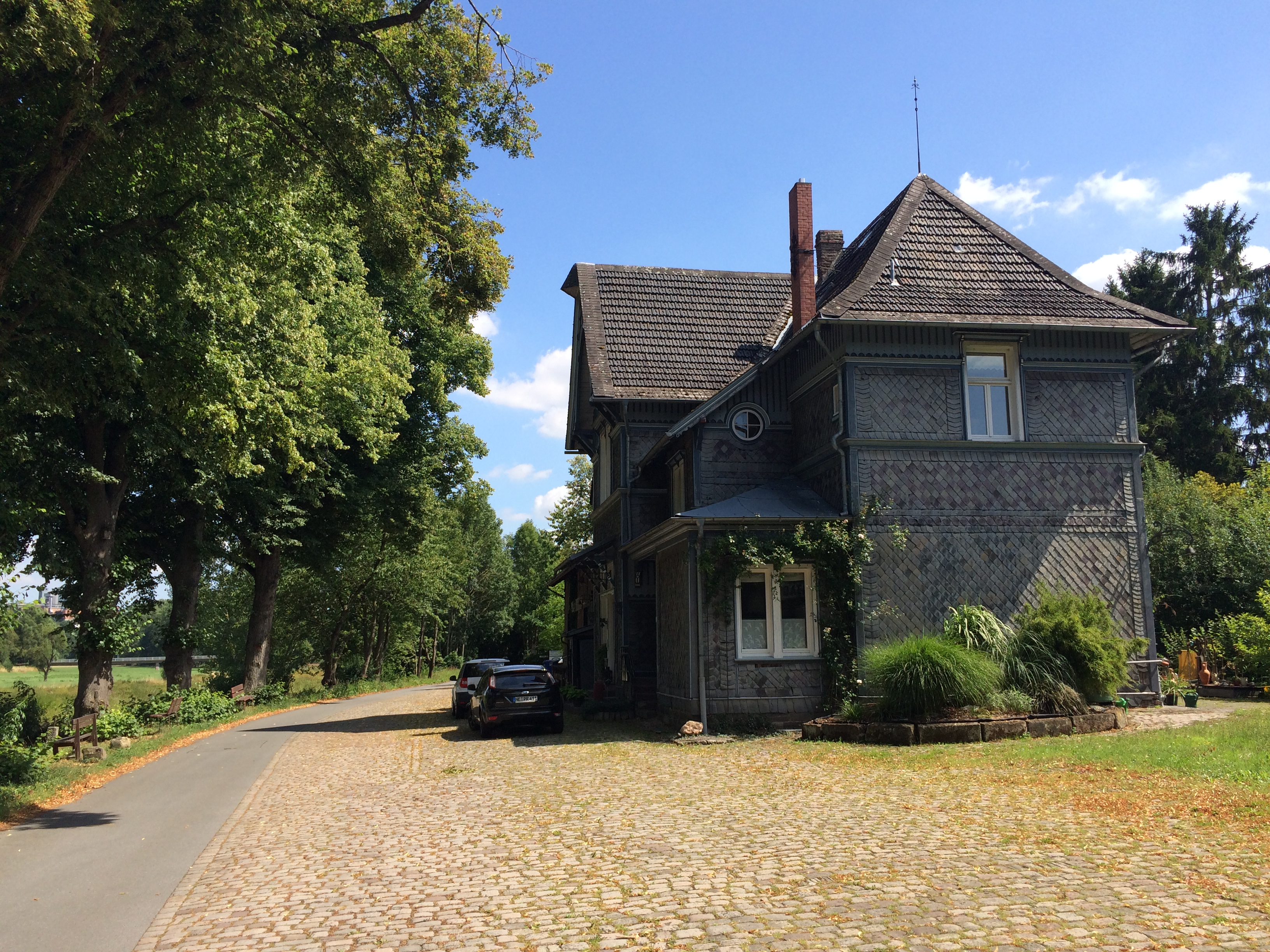
Twiste-Radweg am früheren Bahnhof Warburg Altstadt

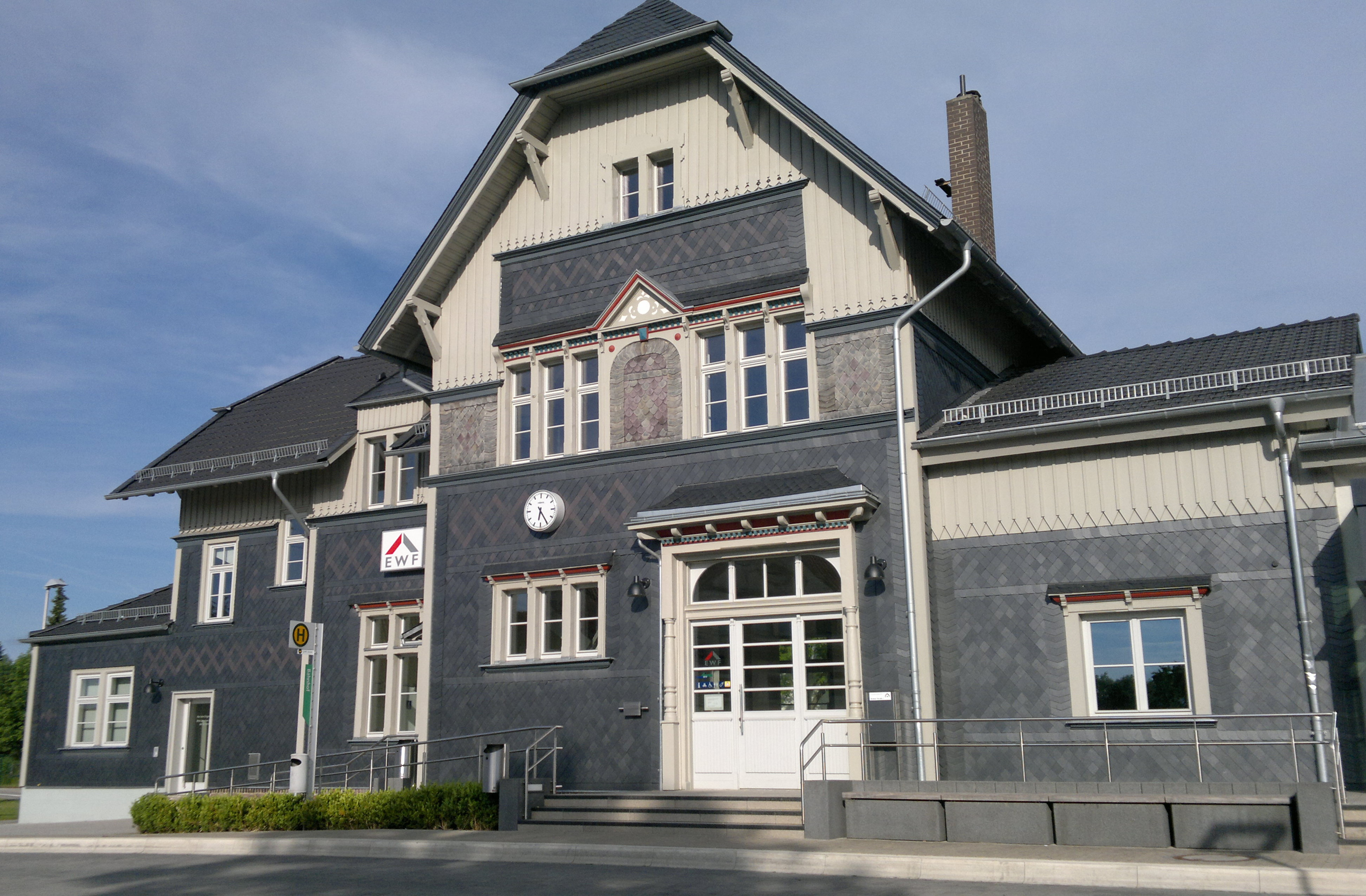
Bahnhof in Volkmarsen, ehem. Knotenpunkt mit Gleisdreieck und Verzweigung der Strecken nach Warburg, Kassel und Korbach Süd (Mai 2014)

Der knapp 44 Kilometer lange Nordabschnitt, auch „Twistetalbahn“ genannt, verläuft zwischen Warburg und Welda in Nordrhein-Westfalen. Der Streckenteil von Warburg nach Arolsen (damals noch nicht Bad) wurde am 1. Mai 1890 eröffnet. Die Weiterführung nach Korbach folgte am 15. August 1893. Die Eisenbahnstrecke wurde von der Preußisch-Hessischen Eisenbahn als Linie von untergeordneter Bedeutung klassifiziert. Die Bahnstrecke von Warburg nach Arolsen mit 25,2 Kilometern Länge erhielt zur Überwindung des Höhenunterschiedes von über 43 m zwischen dem Warburger Bahnhofsgebäude und dem geplanten neuen Bahnhof südlich der Altstadt eine große S-Kurve, einen Tunnel und einen langen Viadukt über das Diemeltal. Dies hatte Grunderwerbskosten von 300.000 M – d. h. ein Kilometer kostete 11.900 M – und Baukosten in Höhe von 2.550.000 M bzw. pro Kilometer 101.200 M zur Folge.
Nach Eröffnung der Bahnstrecke Volkmarsen–Vellmar-Obervellmar 1897 wurde eine direkte Verbindung nach Kassel geschaffen. Da die Reisenden sich den Umweg über Warburg und einen Umstieg ersparen wollten, entwickelte sich der Verkehr Volkmarsen–Kassel stärker als Volkmarsen–Warburg. Deshalb wurde der Personenverkehr auf diesem Teilstück bereits am 28. Mai 1967 eingestellt. Der Güterverkehr folgte am 10. März 1977. Da sich der Erhalt dieses Abschnittes nicht lohnte, wurde er zum 31. Dezember 1982 stillgelegt und 1983 abgebaut. Heute verläuft teilweise der Twiste-Radweg auf der ehemaligen Trasse.

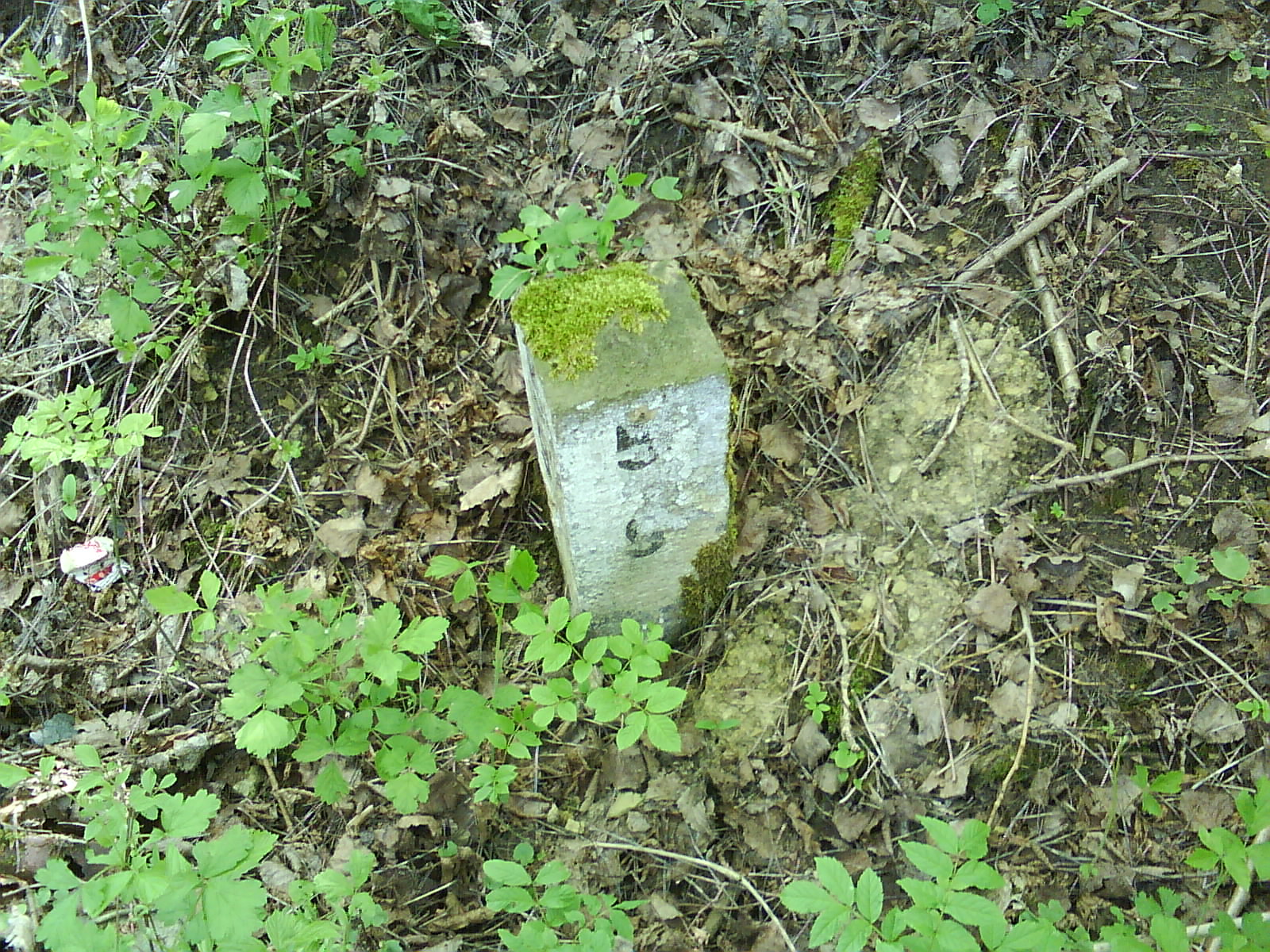
Kilometerstein (KM 5,9) an der ehem. Strecke Warburg-Volkmarsen

Der Abschnitt Volkmarsen–Korbach hatte in den 1980er Jahren auch einen Nachfragerückgang zu verzeichnen. Am 30. Mai 1987, als der Personenverkehr auf der Unteren Edertalbahn eingestellt wurde, endete er auch auf dem Abschnitt Volkmarsen–Korbach. Der Güterverkehr wurde jedoch weiterbetrieben. In den 1990er Jahren wurden Forderungen für eine Reaktivierung dieses Abschnittes laut und der Personenverkehr am 4. Oktober 1998 wieder aufgenommen. Es war eine der ersten Reaktivierungen in Hessen. Mittlerweile wurde der Verkehr durch die DB-Tochter Kurhessenbahn übernommen und die Fahrgastzahlen stiegen. Vom 28. Mai bis 9. Dezember 2006 wurde die Strecke auf Elektronische Stellwerke umgestellt und umfassend saniert. Zum Fahrplanwechsel 2013/2014 im Dezember 2013 wurde östlich von Bad Arolsen der Kreuzungsbahnhof Twistesee (ohne Ein- und Ausstiegsmöglichkeit) eröffnet, der ein neues Fahrplankonzept mit Umsteigeknoten in Korbach und kürzere Fahrzeiten zwischen Kassel und Korbach ermöglicht.

### Untere Edertalbahn (Korbach–Frankenberg)

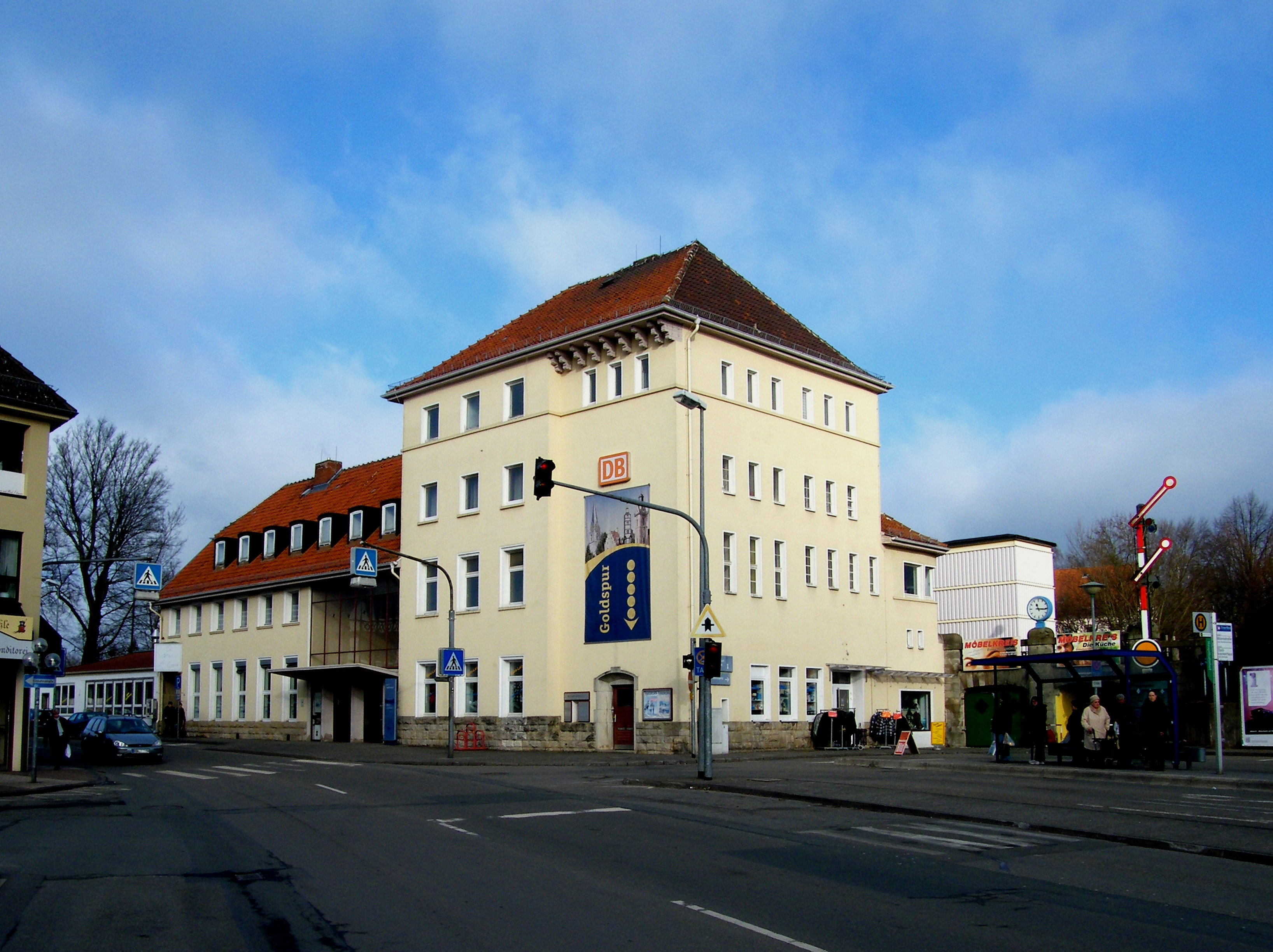
Hauptbahnhof Korbach

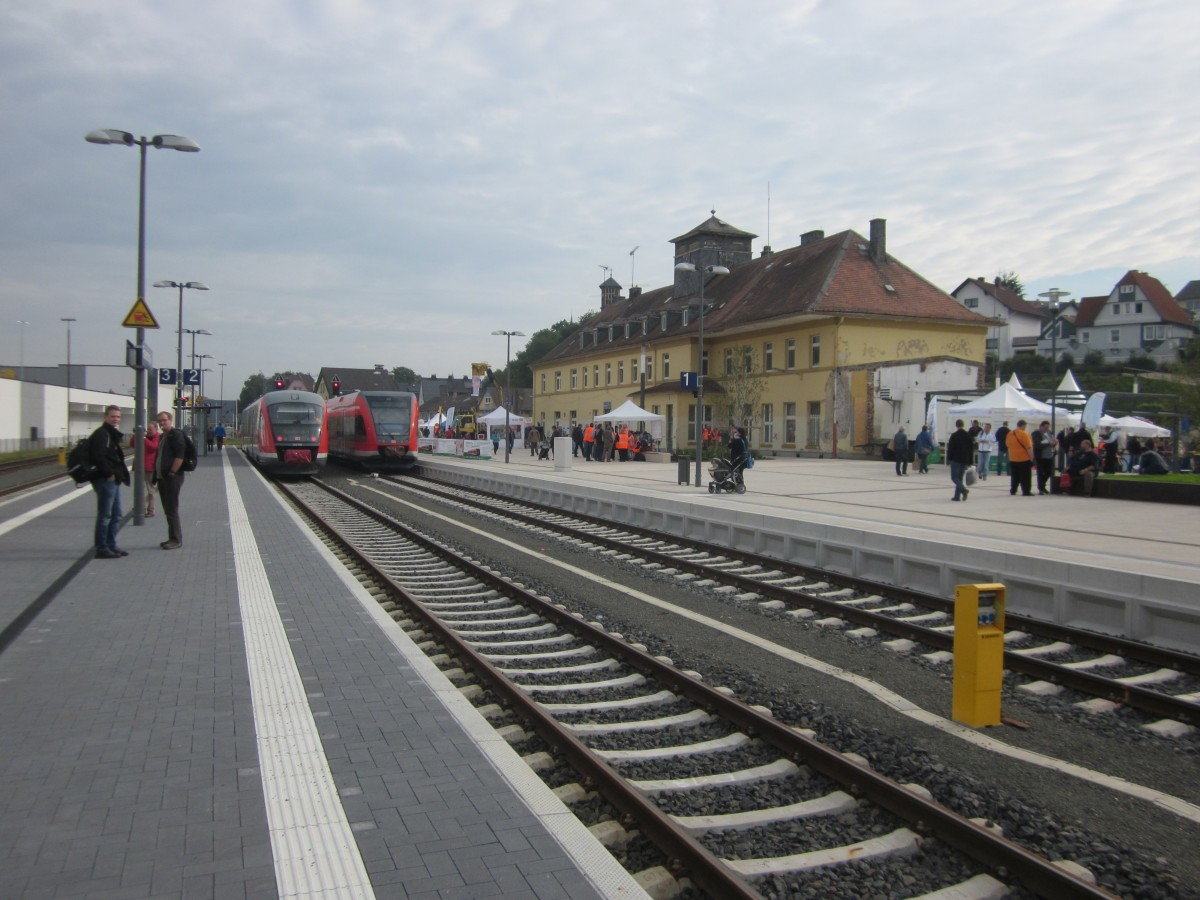
Modernisierter Bahnhof Frankenberg (Eder) bei den Feierlichkeiten zur Streckenreaktivierung (2015)

Die Untere Edertalbahn, seit 2015 auch Nationalparkbahn genannt, ist der gut 31 Kilometer lange Mittelabschnitt der Strecke Warburg–Sarnau. Er wurde am 1. Mai 1900 eröffnet. Der Personenverkehr setzte sich zu großen Teilen aus Pendlern zusammen, die nach Frankenberg (Eder), Marburg oder Korbach wollten. In Frankenberg bestanden Umsteigemöglichkeiten nach Winterberg, Bestwig und Bad Berleburg. Von Korbach konnten per Bahn Brilon Wald und Bad Wildungen erreicht werden. Auf dieser Strecke fuhr bis etwa 1982 auch ein Heckeneilzugpaar (E 2832/2833) auf dem Weg von Bremerhaven (zeitweise Hamburg) über Bielefeld, Brilon und Marburg nach Frankfurt am Main.

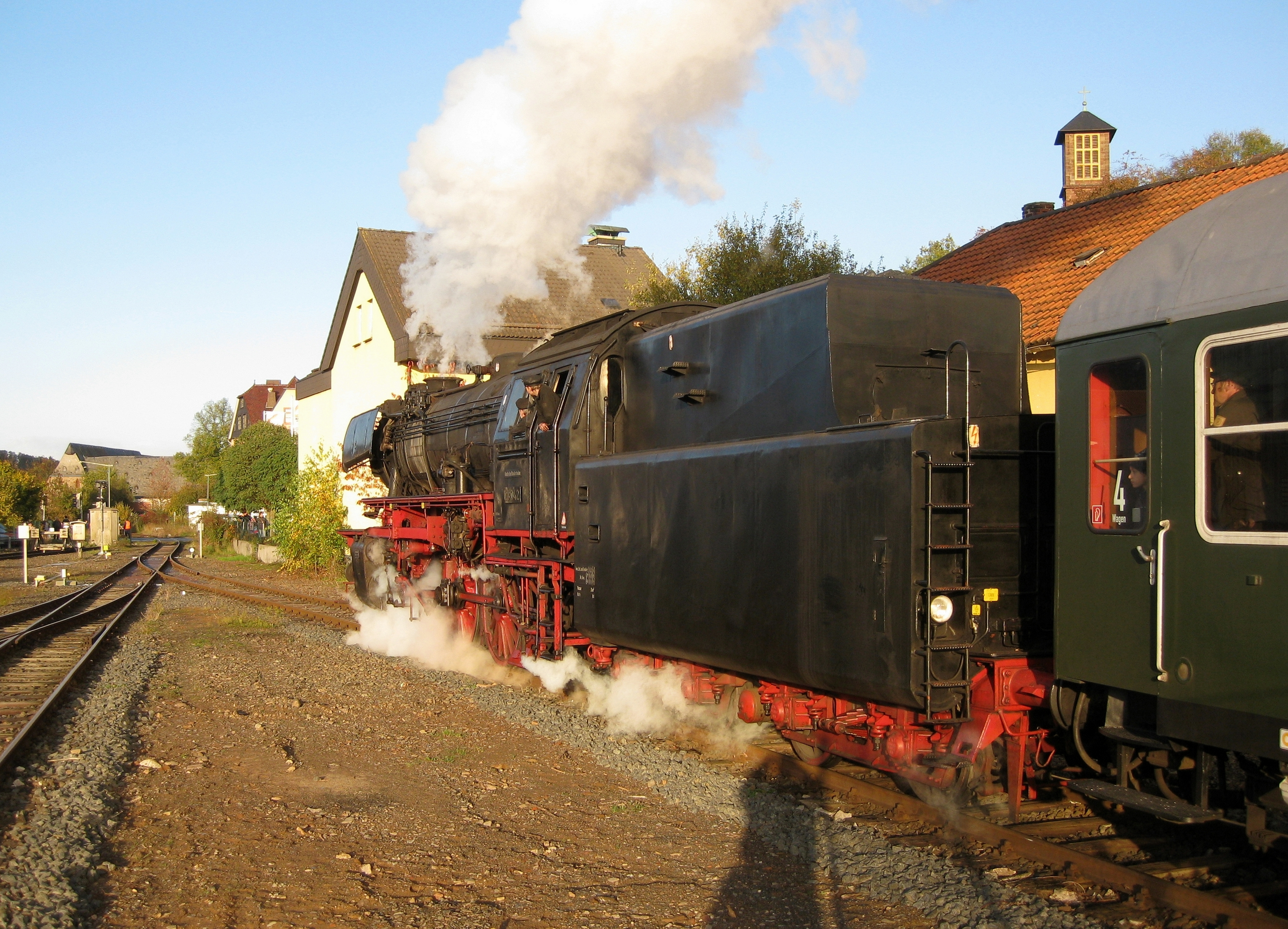
Dampflok-Sonderzug bei der Ausfahrt aus dem Bahnhof Frankenberg (Eder) (2010)

Da zwischen Korbach und Frankenberg keine weiteren Bahnstrecken abzweigten, die meisten Bahnhöfe außerhalb der Orte lagen, die recht gut ausgebaute Bundesstraße 252 parallel verläuft und die Region nur dünn besiedelt ist, rentierte sich der Personenverkehr immer weniger. Daher vernachlässigte die Bundesbahn Investitionen bei Infrastruktur und Fahrzeugen und reduzierte das Fahrplanangebot immer mehr. So fuhr in den Jahren vor der Stilllegung der erste Reisezug von Frankenberg nach Korbach erst um zehn Uhr, wodurch das Angebot für Schüler und Berufstätige unbrauchbar war. Die personalintensive Signal- und Sicherungstechnik verursachte hohe Betriebskosten. Deshalb wurde am 30. Mai 1987 der Personenverkehr eingestellt. Bis zum 1. Juni 1991 gab es noch Güterverkehr zwischen Frankenberg und Ederbringhausen. Der Rest der Strecke wurde nur noch vereinzelt von Güterzügen befahren. Es gab auch noch einige Sonderfahrten auf dem Abschnitt, die aber 1991 eingestellt wurden. Lediglich während des Hessentags im Jahre 1997 in Korbach gab es auf dem gesamten Abschnitt aus diesem Anlass Sonderverkehr.
Nachdem 1998 der Abschnitt Korbach–Volkmarsen reaktiviert worden war, begannen Planungen, auch die Untere Edertalbahn wieder im Personenverkehr zu befahren, um eine durchgehende Verbindung nach Marburg und ins Rhein-Main-Gebiet zu schaffen. Ab dem 29. September 1999 wurde als erstes das 1,5 Kilometer lange Teilstück vom Korbacher Hauptbahnhof nach Korbach Süd wieder im Personenverkehr angeboten. 2005 wurde der Abschnitt Frankenberg–Herzhausen für die Reaktivierung freigeschnitten. Im Jahr 2007 wurde allerdings ein Wirtschaftlichkeitsgutachten fertiggestellt, das der Strecke keinen volkswirtschaftlichen Nutzen bescheinigte, worauf der NVV von seinem Rücktrittsrecht im Realisierungsvertrag Gebrauch machte. Die Planungen sahen zu dieser Zeit Investitionen in Höhe von 43 Millionen Euro zur Beschleunigung der Strecke Cölbe–Korbach vor, um in Marburg kurze Anschlüsse zum RE nach Frankfurt und in Brilon Wald zum RE 17 nach Hagen herzustellen. Das Fahrgastpotential zwischen Korbach und Frankenberg von 1150 Fahrgästen pro Tag reichte nicht aus, um diese Kosten zu rechtfertigen.
Dem Thema der Reaktivierung widmet sich auch eine Interessengemeinschaft. Sie ist Teil des Arbeitskreises zur Förderung des Schienenverkehrs im Raum Marburg e. V.

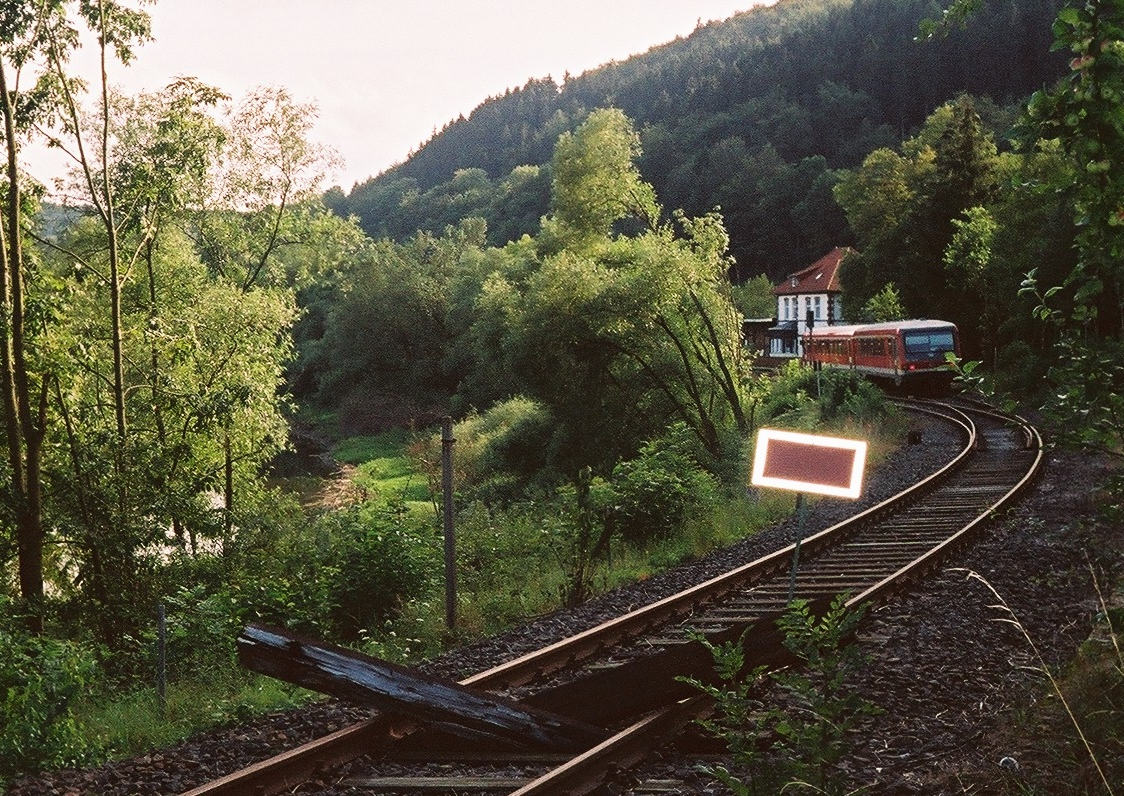
Ausflugszug am damaligen Endpunkt Herzhausen (2006)

Als Vorlauf für die geplante Reaktivierung wurde in den Jahren 2006 und 2007 ein sonn- und feiertäglicher Ausflugsverkehr von Frankenberg nach Herzhausen angeboten; dies wurde jedoch wegen Kürzungen von Seiten des Landkreises Waldeck-Frankenberg in den Folgejahren nicht fortgesetzt. Nach dem ersten Rückschlag änderten sich in Nordrhein-Westfalen durch die geplante Innenstadtanbindung Brilons (Bahnhof Brilon Stadt) die Rahmenbedingungen. Durch die neue Linie RE 57 Dortmund–Brilon können in Brilon Wald gute Anschlussbedingungen in Richtung Sauerland und Ruhrgebiet hergestellt werden, ohne die Strecke zwischen Korbach und Cölbe beschleunigen zu müssen. In dieser Variante konnte es in Korbach auch einen optimalen Anschlussknoten zur vollen Stunde in Richtung Kassel geben. Mit dieser abgespeckten Variante wurde ein neuer Reaktivierungsversuch gestartet.
Am 25. September 2008 beschloss der Hessische Landtag aufgrund einer Initiative der Grünen, die Bahnstrecke Frankenberg–Korbach, deren Gleise noch nicht abgebaut waren, für den regulären Bahnverkehr zu reaktivieren. So sollte eine Verbindung von Marburg über Korbach nach Brilon geschaffen werden. Ab Sommer 2009 sollte wieder ein regelmäßiger Verkehr zwischen Frankenberg und Herzhausen stattfinden. Eine durchgehende Verbindung nach Korbach sollte längerfristig anvisiert werden. Von der im Jahr 2009 nachfolgenden Landesregierung aus CDU und FDP wurde dieser Beschluss jedoch zunächst nicht umgesetzt.
Von Mai bis Oktober 2011, April bis Oktober 2012 und April bis Oktober 2013 wurde erneut ein Ausflugsverkehr angeboten. An Sonn- und Feiertagen pendelten fünf Zugpaare im Zweistundentakt zwischen Marburg und Herzhausen. Das Teilstück zwischen Herzhausen und Korbach Süd blieb aber wegen des starken Bewuchses und seines schlechten Zustandes weiterhin für jeglichen Verkehr gesperrt. Die Haltepunkte Goßberg und Schreufa wurden weiterhin nicht bedient.
Am 29. September 2011 verkündeten die lokalen Tageszeitungen „Frankenberger Zeitung“ und „Hessische/Niedersächsische Allgemeine“, dass der Landkreis Waldeck-Frankenberg 2,8 Millionen Euro für die Wiederinbetriebnahme des Teilstücks von Herzhausen nach Korbach zur Verfügung stelle. Im Dezember 2011 gab der NVV bekannt, dass er eine Reaktivierung des Abschnittes im Personen- und Güterverkehr prüfen werde. Ein positives Ergebnis der Wirtschaftlichkeit sowie ein Finanzierungskonzept für den Betrieb seien nötig, um sich für die erneute Betriebsaufnahme zu entscheiden. Das Ergebnis der Wirtschaftlichkeitsprüfung bescheinigte der Strecke einen positiven Wert über 1. Anfang Juli 2012 entschied sich der NVV für die Reaktivierung. Daraufhin wurde diese auch von der Deutschen Bahn und dem Land Hessen beschlossen. Nachdem der Kreistag des Landkreises Waldeck-Frankenberg am 17. September 2011 ebenfalls für die Reaktivierung stimmte und zusagte, sich mit gut drei Millionen Euro an den Kosten zu beteiligen, war die Wiederaufnahme des Verkehrs endgültig beschlossen.
Am 30. Juni 2014 begannen in Vöhl-Herzhausen die Bauarbeiten zur Reaktivierung der Strecke. Hierfür wurde die Strecke zwischen Frankenberg und Korbach von 2014 bis 2015 modernisiert und neue Bahnsteige wurden errichtet. Die Stationen Schreufa und Itter wurden nicht reaktiviert, da sie fernab von Ortschaften liegen. Die Kosten für diese Maßnahmen betrugen insgesamt 31,9 Millionen Euro, von denen das Land Hessen 23 Millionen Euro übernahm. Die beiden Tunnel bei Vöhl-Thalitter mussten komplett saniert und acht Bahnübergänge technisch gesichert werden. Es war ursprünglich vorgesehen, zum Fahrplanwechsel 2014/2015 im Dezember 2014 wieder Züge mit einer Höchstgeschwindigkeit von 60 km/h über die Strecke fahren zu lassen. Die Fahrzeit von Korbach nach Frankenberg beträgt 38 Minuten. Die Aufnahme der Bauarbeiten verzögerten sich jedoch bis zum 30. Juni 2014.
Am 11. September 2015 wurde die Bahnstrecke nach 15 Monaten Bauzeit im Beisein des hessischen Verkehrsministers Tarek Al-Wazir offiziell wieder in Betrieb genommen und am 12./13. September 2015 mit einem Streckenfest der Öffentlichkeit übergeben. Der planmäßige Personenverkehr wurde am 14. September 2015 wieder aufgenommen.
Bereits drei Monate nach Betriebsaufnahme vermeldete der NVV, dass die Fahrgastzahlen montags bis freitags mit 400 deutlich über dem ursprünglich angedachten Entwicklungshorizont von 250 Personen liegen.
Im März 2014 wurde seitens der Politik und der Verkehrsträger beschlossen, dass der Haltepunkt Frankenberg-Viermünden zu einem Bahnhof ausgebaut werden soll, um dort Zugkreuzungen zu ermöglichen. Hintergrund ist der vorgesehene Anschluss in Brilon Wald zur Linie RE 57 nach Dortmund, die zukünftig im Zweistundentakt verkehrt und eine unübliche Symmetrieminute um :30 aufweist. Um diesen Anschluss herzustellen, müssen die Fahrten in Richtung Brilon um eine Stunde verschoben werden, wodurch die Züge in Frankenberg-Viermünden kreuzen müssen. Vor der Fertigstellung des Bahnhofs Viermünden fuhren die meisten Züge mangels Anschlüssen noch nach Bestwig. Die Stundendrehung hat zusätzlich den Vorteil, dass die Standzeit der in Frankenberg endenden Züge von über einer Stunde entfällt. Der Begegnungsbahnhof sollte ursprünglich im Dezember 2016 in Betrieb gehen, die Fertigstellung verzögerte sich jedoch um ein Jahr.
Im Jahr 2017 ließ der Nordhessische Verkehrsverbund eine Eisenbahnbetriebswissenschaftliche Untersuchung zur Verdichtung auf einen Stundentakt und der Einrichtung von neuen Stationen in Todenhausen und Niederwetter erstellen. Diese kam zu dem Schluss, dass ein Stundentakt zwischen den Kreuzungsbahnhöfen Viermünden und Korbach nur eingeführt werden kann, wenn alle zwei Stunden einige Zwischenhalte in diesem Abschnitt nicht bedient werden. Daraufhin wurde mit Fertigstellung des Kreuzungsbahnhofes in Viermünden im Dezember 2017 ein zeitweiser Stundentakt morgens und am Nachmittag eingeführt. Am Mittag wird der Stundentakt ausgesetzt, um eine Rückfalloption zur Stabilisierung des Fahrplans zu besitzen. Dieser Rückfallfahrplan wurde in der Untersuchung allerdings nicht als notwendig angesehen. Zur stündlichen Bedienung aller Halte und der Einrichtung von zusätzlichen Halten wurde in der Untersuchung die Umsetzung von infrastrukturellen Beschleunigungsmaßnahmen für notwendig erachtet. Im Rahmen einer Machbarkeitsstudie wurden für diese Beschleunigungsmaßnahmen in der Minimalvariante Kosten in Höhe von 26,7 Millionen Euro und in der Maximalvariante von 35,1 Millionen Euro ermittelt.
Zeitgleich mit den Bauarbeiten wurde die Personenunterführung in Korbach erneuert. Der neue Bahnsteig des Haltepunkts Korbach Süd wurde im Oktober 2017 fertiggestellt. So konnten zum Hessentag 2018, der wieder in Korbach stattfand, wieder Sonderverkehre auf der Gesamtstrecke angeboten werden. Mit dem Fahrplanwechsel am 15. Dezember 2019 wurde der Zweistundentakt verdichtet, sodass die Züge ab Mittag weitgehend im Stundentakt verkehren.

### Burgwaldbahn (Frankenberg–Sarnau Bbf)

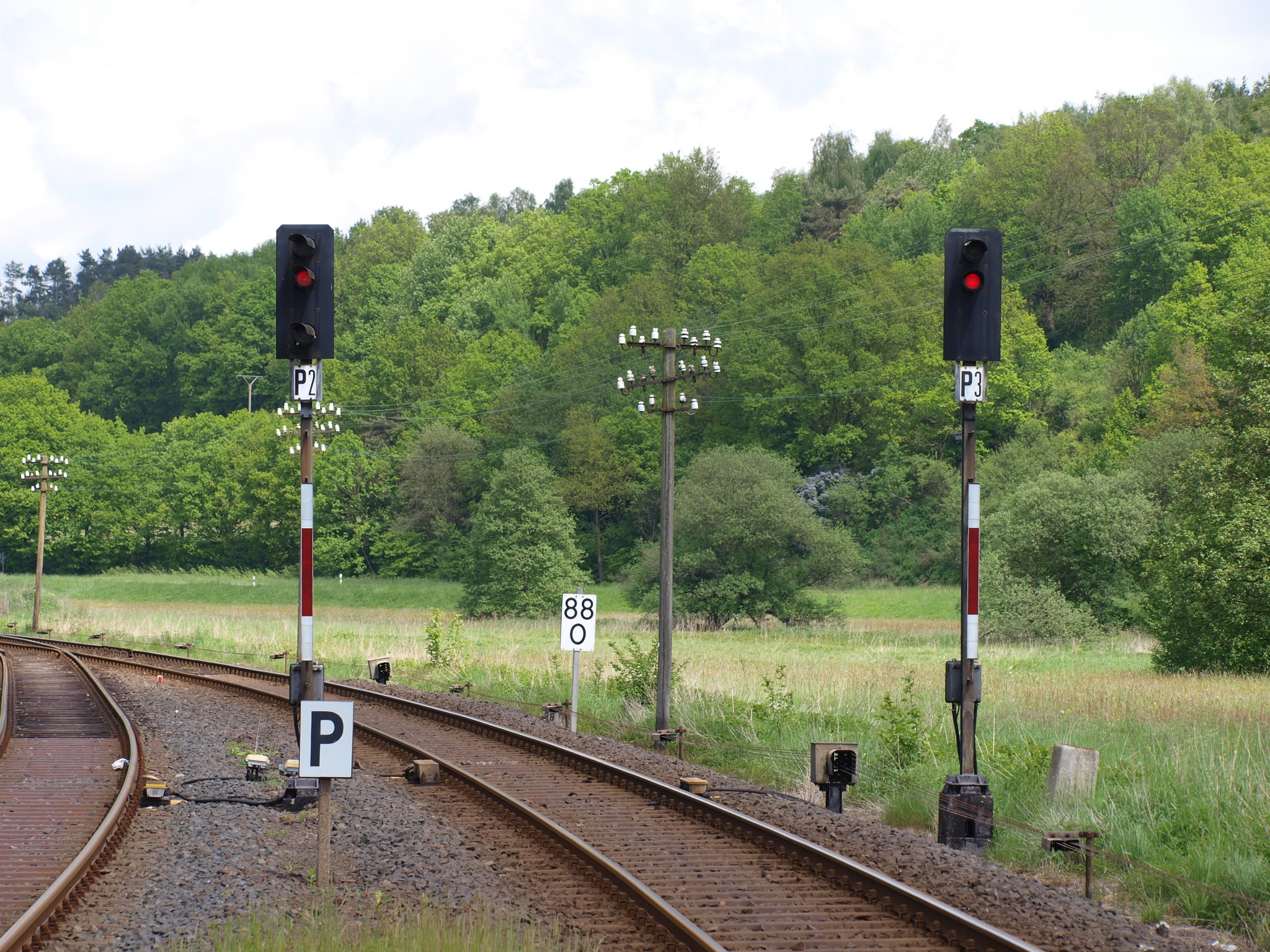
Im Herbst 2010 abgebaute Lichtsignale in Münchhausen

Die Burgwaldbahn ist der 26 Kilometer lange Südabschnitt der Bahnstrecke Warburg–Sarnau. Er wurde am 1. Juli 1890 eröffnet. In Sarnau zweigt die Burgwaldbahn von der oberen Lahntalbahn ab und führt durch das Tal der Wetschaft nach Frankenberg (Eder), wo die Bahnstrecken nach Bad Berleburg und nach Winterberg abzweigten. Der Personenverkehr bestand größtenteils aus Berufspendlern, die nach Marburg, Korbach, Frankenberg oder ins Rhein-Main-Gebiet wollten. Der meist nur regionale Güterverkehr hatte teilweise ein erhebliches Frachtaufkommen zu verzeichnen. Wichtigste Knotenstation der Strecke war der Bahnhof Frankenberg (Eder), welcher aber ab den 1960er Jahren immer mehr an Bedeutung verlor und nach Stilllegung der Oberen Edertalbahn im Jahre 1981 und der Unteren Edertalbahn 1987 nur noch Endpunkt der Züge aus Marburg war. Auch auf der Burgwaldbahn nahm der Personen- und Güterverkehr deutlich ab. Es kursierte seitdem immer wieder die Meldung, dass die Burgwaldbahn ebenfalls stillgelegt werden würde. Im Jahr 2002, als die Kurhessenbahn die Burgwaldbahn in ihr Netz integrierte und damals moderne Triebwagen der DB-Baureihe 628 einsetzte, konnte der Rückgang im Personenverkehr gestoppt werden; der Güterverkehr ist jedoch weiterhin stark rückläufig. Bis 2005 war sie noch die einzige Nebenstrecke in Hessen mit täglichem Güterverkehr, heute wird er noch mit einzelnen Holzzügen nach Frankenberg und Battenberg sowie von einem Gleisanschluss in Allendorf (Eder) bedient. Es ist wahrscheinlich, dass er in den nächsten Jahren komplett eingestellt wird, da der technische Bestand der Strecke nach Battenberg nur noch vier Jahre gewährleistet wird und die Züge durch zahlreiche Langsamfahrstellen gebremst werden.

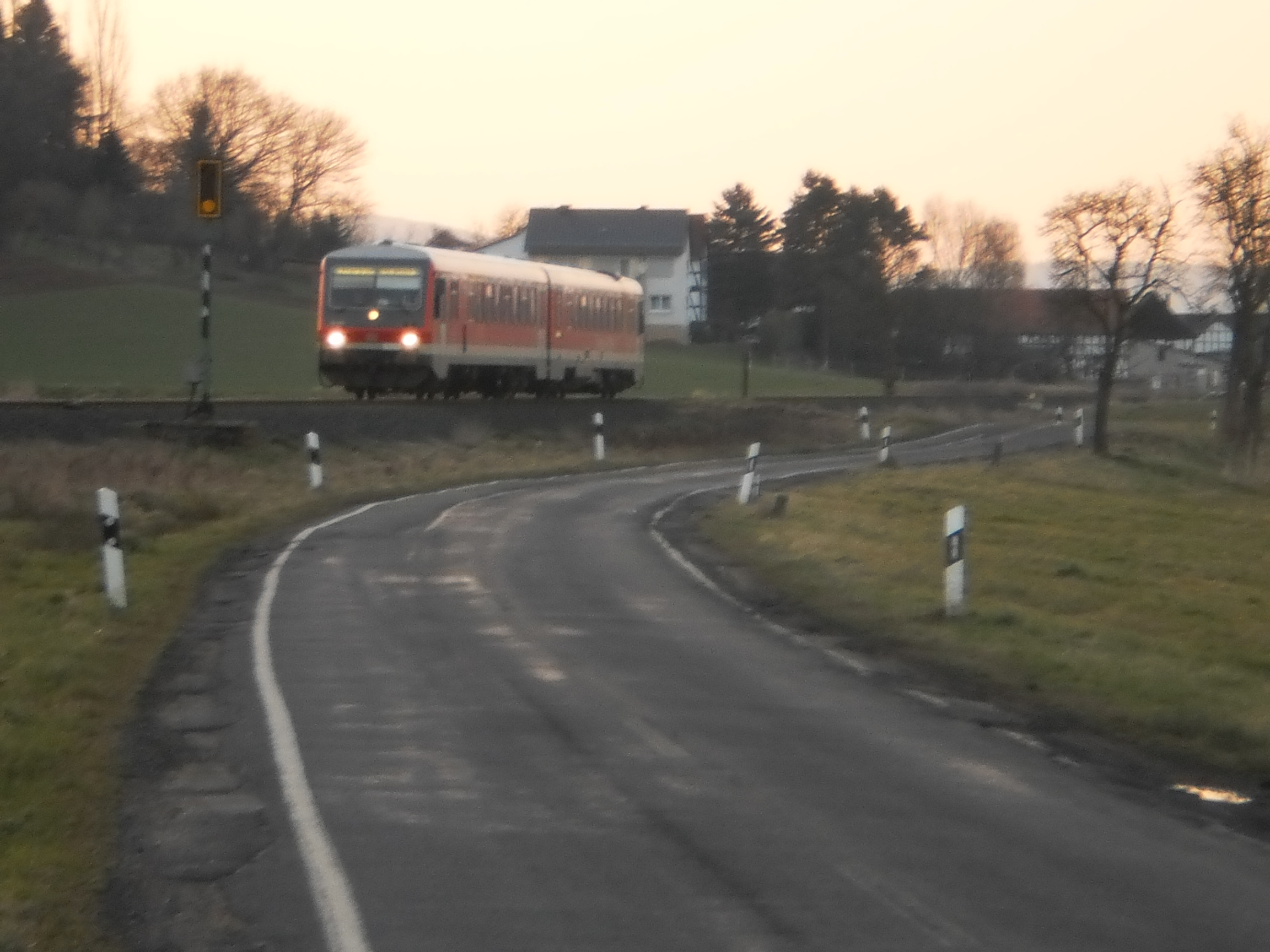
Burgwaldbahn im Tal der Wetschaft neben dem Lahn-Eder-Radweg.

2007 sollte der Verkehr komplett eingestellt werden. Der NVV wollte die Stilllegung einleiten. Nur durch Druck seitens der DB und der Kurhessenbahn konnte sie noch einmal abgewendet werden. Seitdem wurde der stark heruntergekommene Oberbau erneuert und das Zugangebot verbessert. Zum Abschluss der Arbeiten wurde die Strecke vom 2. Juli bis zum 4. Oktober 2010 komplett gesperrt. In dieser Zeit wurde die Verbindung an elektronische Stellwerke angeschlossen und die Haltepunkte Birkenbringhausen und Simtshausen näher zu den Orten verlegt. Außerdem wurden alle Bahnsteige auf 55 Zentimeter angehoben und auf eine einheitliche Länge von 95 Meter gebracht. Es wurden taktile Blindenleitstreifen verlegt und moderne Wartehäuschen aufgestellt. Damit ist der technische Bestand für 20 Jahre gesichert. Die Kurhessenbahn betonte aber, dass die Burgwaldbahn nur eine sichere Zukunft haben kann, wenn die Untere Edertalbahn nach Korbach reaktiviert würde. Mit dem Burgwaldbahnfest am 23. und 24. Oktober 2010 wurde die Renovierung der Strecke zum 120-jährigen Jubiläum gefeiert. Anlässlich dieses Ereignisses wurde die Strecke Marburg–Frankenberg–Herzhausen mit unterschiedlich bespannten Sonderzügen befahren. 2009 gab es bereits dreimal Sonderverkehre, und zwar zum Drachenbootrennen auf dem Edersee (23. und 24. Mai), Dampfzugfahrten der Eisenbahnfreunde Treysa (31. Mai) und zur Eder-Bike-Tour (14. Juni).

#### Bahnhöfe/Haltepunkte
Die Burgwaldbahn hat heute sieben Stationen. Die Züge halten jedoch an neun, da die ebenfalls bedienten Bahnhöfe Cölbe und Marburg (Lahn) nicht mehr an der Burgwaldbahn liegen. Früher gab es zudem die Stationen Todenhausen und Niederwetter, diese wurden aber in den 1980er Jahren aufgelassen.
| Bahnhof / Haltepunkt | Gemeinde / Bundesland           | Tarif | Strecken- km | Anmerkung                                                                                    |
| -------------------- | ------------------------------- | ----- | ------------ | -------------------------------------------------------------------------------------------- |
| Marburg (Lahn)       | Stadt Marburg Hessen            | RMV   | 108,3        | Umsteigeknoten in Richtung Frankfurt am Main, Kassel, Gießen, …                              |
| Cölbe                | Gemeinde Cölbe Hessen           | RMV   | 104,4        | Abzweig von der Main-Weser-Bahn                                                              |
| Sarnau               | Gemeinde Lahntal Hessen         | –     | 100,9        | Abzweig von der oberen Lahntalbahn; im Juli 2010 durch den Haltepunkt Lahntal-Sarnau ersetzt |
| Wetter (Hessen)      | Stadt Wetter Hessen             | RMV   | 96,1         | bis Juli 2010 Wetter (Hess-Nass)                                                             |
| Simtshausen          | Gemeinde Münchhausen Hessen     | RMV   | 91,3 (91,8)  | 2010 in Richtung Ortsmitte verlegt früher Bahnhof                                            |
| Münchhausen          | Gemeinde Münchhausen Hessen     | RMV   | 88,2         | Mittelpunkt der Strecke Meistens finden hier Zugkreuzungen statt.                            |
| Ernsthausen          | Gemeinde Burgwald Hessen        | NVV   | 86,1         | bis Mai 1994 letzte Güterverladung der Strecke früher Bahnhof                                |
| Wiesenfeld           | Gemeinde Burgwald Hessen        | NVV   | 81,7         | Bedarfshalt                                                                                  |
| Birkenbringhausen    | Gemeinde Burgwald Hessen        | NVV   | 79,8 (79,3)  | 2010 in Richtung Ortsmitte verlegt                                                           |
| Frankenberg (Eder)   | Stadt Frankenberg (Eder) Hessen | NVV   | 74,9         | früher Abzweig der Ruhr-Eder-Bahn und der Oberen Edertalbahn                                 |

## Nutzung heute

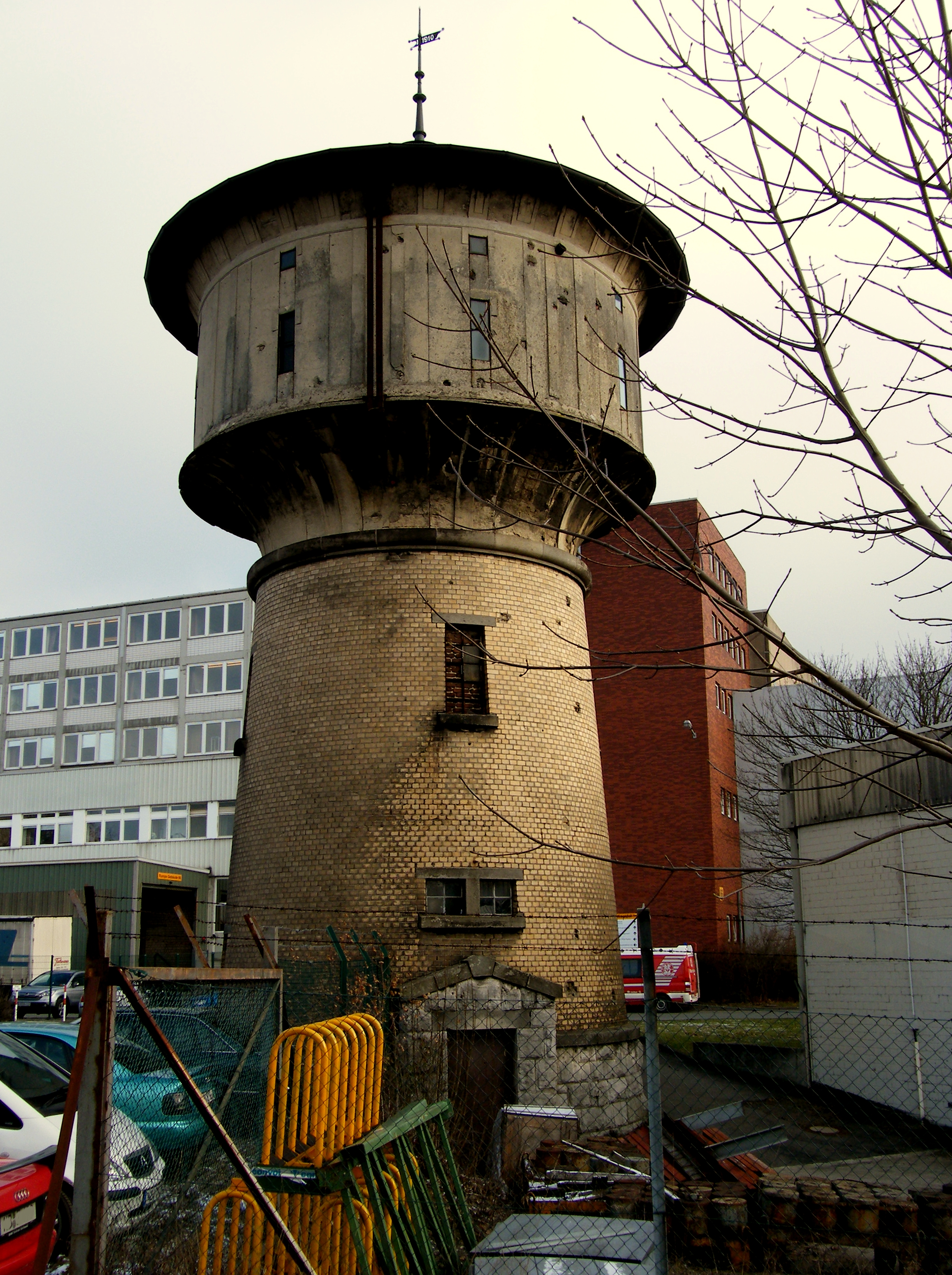
Ehemaliger Wasserturm in Korbach Hbf

Alle Züge auf der Strecke werden durch die DB-Tochter Kurhessenbahn betrieben. Es gilt größtenteils der Tarif des Nordhessischen Verkehrsverbundes (NVV), zwischen Münchhausen und Marburg der des Rhein-Main-Verkehrsverbundes (RMV).

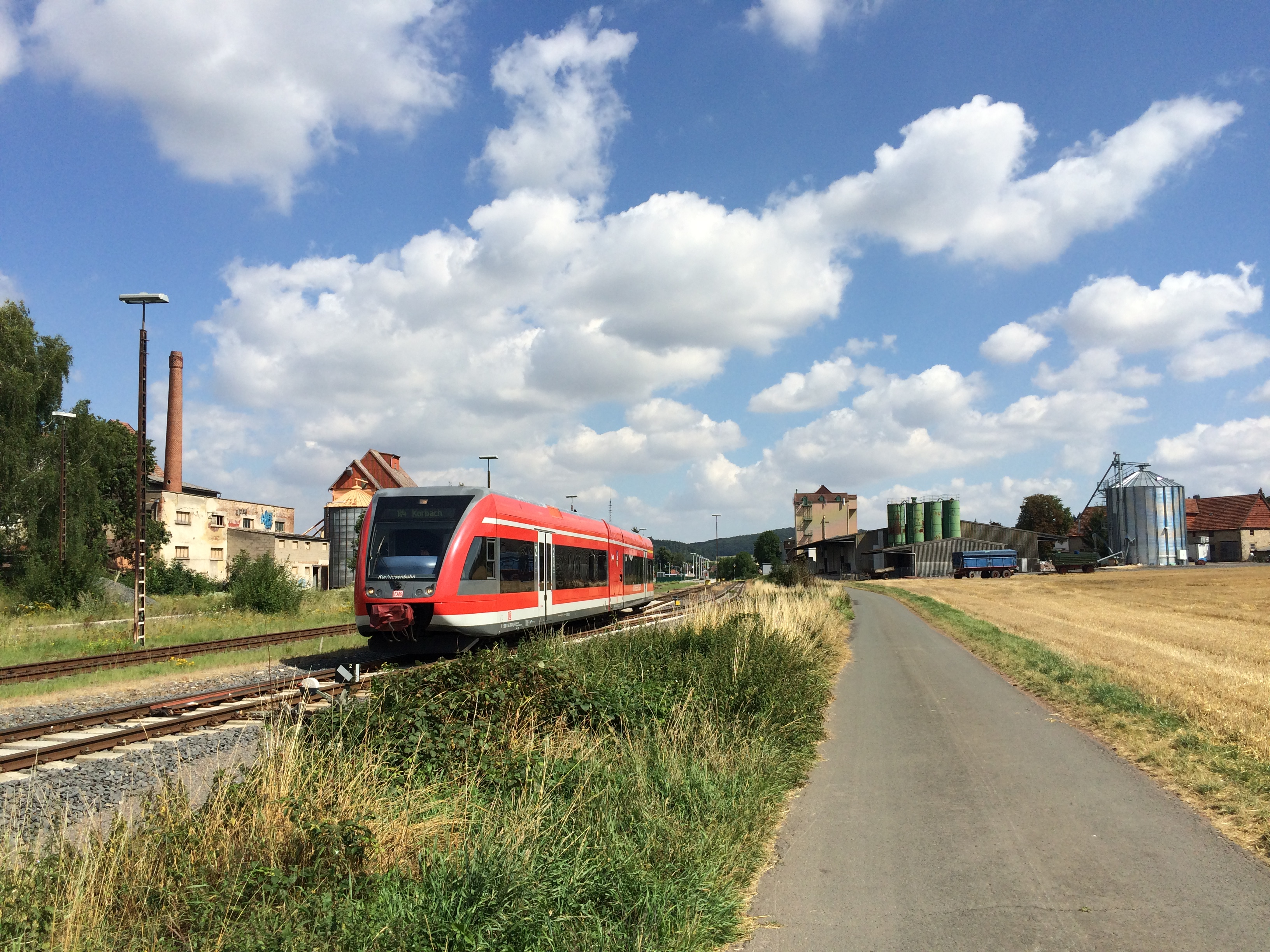
Triebwagen der Kurhessenbahn in Volkmarsen

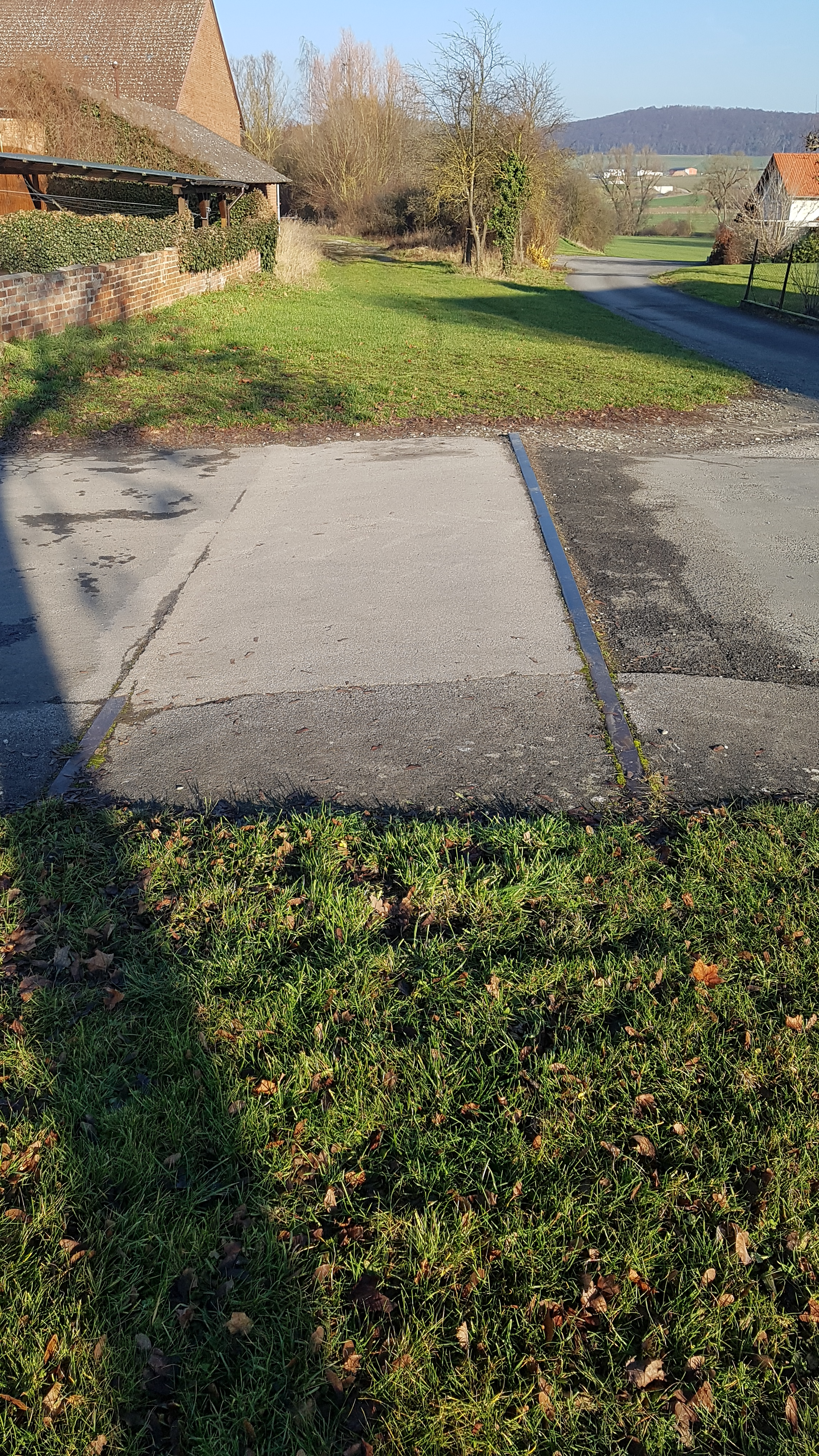
Überreste des ehemaligen Abschnittes nach Warburg in Volkmarsen (Dez. 2020)

Von Korbach über Bad Arolsen und Volkmarsen nach Kassel fahren stündlich Regional-Bahn-Züge; ab Volkmarsen auf der Strecke nach Vellmar. Diese werden zumeist mit Dieseltriebwagen der Baureihe 646 gefahren. Es gibt auch noch geringen Güterverkehr nach Korbach.
Zwischen Korbach und Frankenberg fahren die Züge in einem zweistündlichen Grundtakt, der morgens und nachmittags zu einem stündlichen Angebot verdichtet wird. Da zwischen den Kreuzungspunkten Korbach und Viermünden die Fahrzeit für einen stabilen Betrieb zu knapp ist, müssen bei den zusätzlichen Zügen zum zweistündlichen Grundangebot die Halte in Ederbringhausen, Schmittlotheim und Thalitter entfallen. Die meisten Züge sind dabei von Brilon Stadt bis Marburg durchgebunden. Laut Nordhessischem Verkehrsverbund nutzten durchschnittlich 440 Fahrgäste pro Tag den reaktivierten Streckenabschnitt, zu Spitzenzeiten wie dem Ausflugsverkehr am Wochenende bis zu 700. Seit der Reaktivierung haben auch die Fahrgastzahlen auf den Anschlussstrecken zugenommen. Im Jahr 2020 schätzt die Kurhessenbahn die Nachfrage auf 600 Fahrgäste am Tag.
Zwischen Frankenberg und Marburg besteht werktags ein stündliches Angebot an Regionalbahnen mit Kreuzung in Münchhausen. Die Verkehrsverbünde führen die Linie Brilon Stadt–Korbach–Frankenberg–Marburg unter der Bezeichnung RB 97.
Im März 2016 konnte die Kurhessenbahn die Ausschreibung des Dieselnetzes Nordwesthessen für sich entscheiden und betreibt somit ihr bisheriges Liniennetz seit Dezember 2017 für weitere 15 Jahre. Der Betrieb sollte ursprünglich auf gebrauchte Niederflurtriebzüge vom Typ Stadler GTW (Anzahl: 13) und Siemens Desiro Classic (Anzahl: 14) umgestellt werden. Da die Modernisierung der Triebzüge der Baureihe 642 nicht termingerecht durch das AW Kassel umgesetzt wurde, setzte die Kurhessenbahn zunächst Fahrzeuge der Baureihen 642 und 646 der Schwesterunternehmen Erzgebirgsbahn, Westfrankenbahn und Usedomer Bäderbahn ein. Ab 2019 wurden die Fahrzeuge der Baureihe 628 durch Fahrzeuge der Baureihe 642 ersetzt. Die Fahrzeuge werden ab Dezember 2018 in der Instandhaltungswerkstatt der Kurhessenbahn in Korbach gewartet.

## Zukünftige Entwicklung
Wegen der aus Sicht des NVV guten Inanspruchnahme des reaktivierten Abschnittes Korbach–Frankenberg strebt jener mittelfristig die Einführung eines stündlichen Grundangebotes zwischen Marburg und Brilon an. Bereits zum Fahrplanwechsel im Dezember 2017 wurde durch die Bestellung zusätzlicher Züge nachmittags ein Stundentakt realisiert. Durch technische Sicherung von Bahnübergängen und Anhebung der Geschwindigkeit in Teilabschnitten soll eine Verdichtung zum Stundentakt mit Halt an allen Zwischenstationen verwirklicht werden. Außerdem soll so die Betriebsqualität verbessert sowie die Errichtung von neuen Verkehrsstationen in Lelbach, Todenhausen und Niederwetter ermöglicht werden. Im Rahmen einer Machbarkeitsstudie wurden für die notwendigen Beschleunigungsmaßnahmen zur Bedienung aller Halte im Stundentakt zwischen 26,7 und 35,1 Millionen Euro ermittelt.